# Francesco Libonati (scultore)
Francesco Libonati (Rotonda, 1º dicembre 1920 – Rotonda, 15 dicembre 2017) è stato uno scultore e disegnatore italiano.

## Biografia
Francesco Libonati nasce da una umile famiglia lucana, nel paese di Rotonda (PZ) sulle pendici del monte Pollino. Primo di quattro figli, crebbe lavorando nella fucina del padre che gli trasmise l'arte del fabbro. Nonostante il duro lavoro riuscì a sviluppare e coltivare l'amore per il disegno e la scultura. All'età di diciotto anni il suo talento venne notato da Giovanni Gastaldi, industriale ligure della lavanda che ogni anno si recava in terra di Basilicata per la raccolta, che gli commissionò un primo busto.
Fu chiamato alle armi e svolse il suo servizio nella Divisione Acqui: fu quindi inviato a lavorare nelle miniere  di Carbonia due mesi prima che i suoi commilitoni fossero trucidati nel tristemente famoso eccidio di Cefalonia.
Terminata la guerra decise di emigrare in Belgio come minatore (1947) nella speranza di poter sviluppare il suo talento artistico.
Facendo il turno di notte nella miniera de “L'Esperance”, nel Borinage, riuscì a compiere gli studi presso la Reale Accademia di Belle Arti di Mons. Di notte lavorava a più di 800 metri di profondità, mentre la mattina percorreva a piedi i sei chilometri che lo separavano dall'Accademia.
Riuscì a diplomarsi con il massimo dei voti con menzione d'onore ed il suo sforzò non passò inosservato.
Fu lo stesso direttore dell'Istituto Minerario della provincia di Mons, Monsieur Paul Culot, a commissionargli un primo busto, cui fece seguito quello del presidente dei Deputati della regione dello Hainaut, Monsieur Richard Stievenart. Divenne così in breve tempo il simbolo degli emigrati italiani nelle miniere del Belgio.
Continuando sempre il suo lavoro di minatore realizzò, in un blocco di pietra di quattro tonnellate, un'opera alta due metri e sessanta che rappresenta un minatore fiero del suo lavoro, pieno di energia ed allo stesso tempo degno di essere considerato e rispettato. Quest'opera fu da lui chiamata "Minatore di tutti i Paesi" e venne inaugurata a Quaregnon (Belgio) nel 1954 alla presenza di ben sei ministri del governo belga di allora.
Negli anni successivi creò in un blocco di pietra di 11 tonnellate il “Lavoratore Universale”. Quest'opera fu donata da un gruppo di industriali italiani al Belgio. Il promotore del gesto, l'allora amministratore delegato della FIAT, Prof. Giovanni Valletta, nell'offrire l'opera al Belgio in segno di amicizia internazionale così si espresse: "...ad additare la potenza e l'universalità del lavoro nella geniale espressione che alla stessa ha saputo conferire un artista italiano."

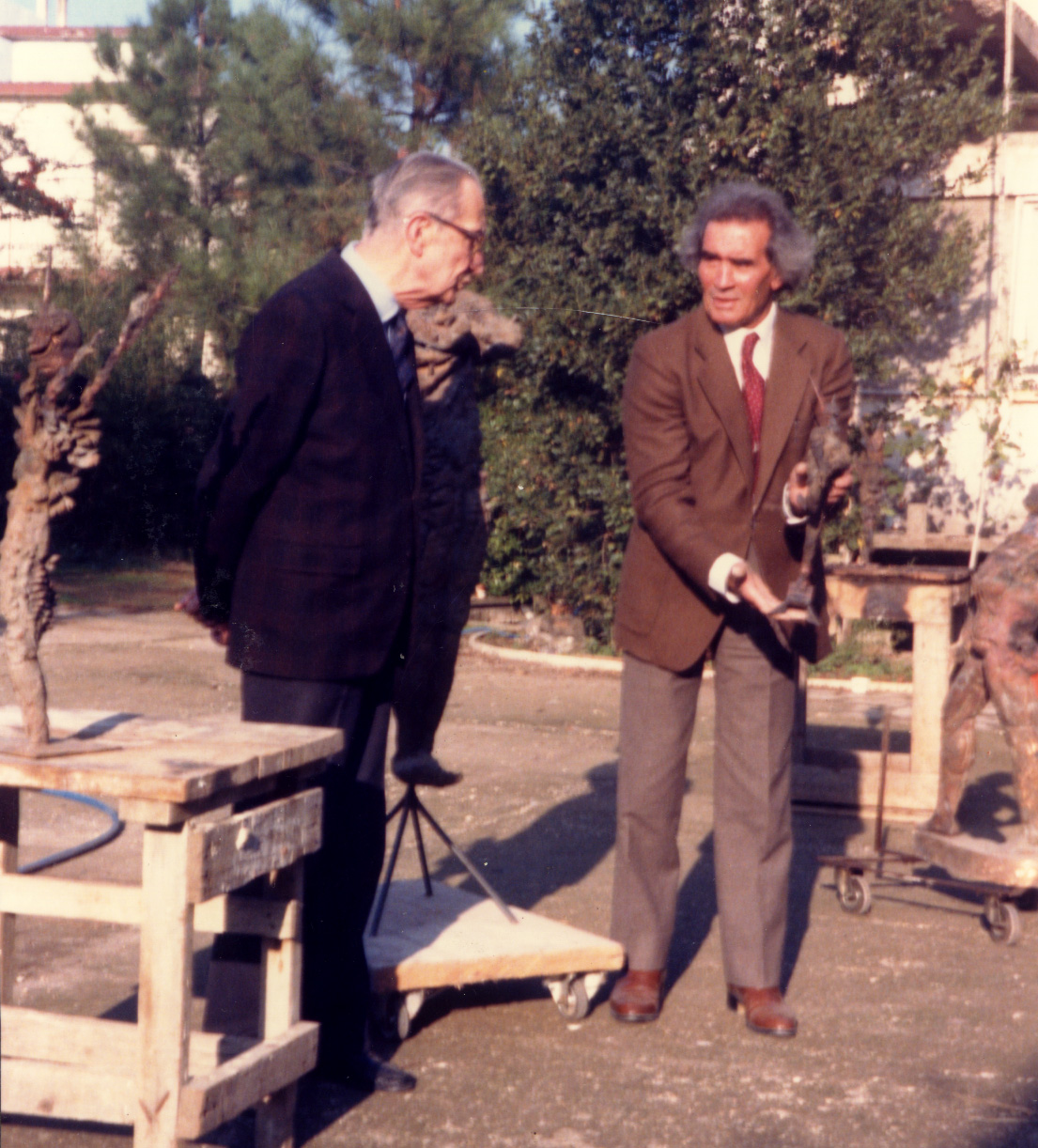
Il sindaco di Roma Giulio Carlo Argan ritratto assieme allo scultore Francesco Libonati presso lo studio dell'artista - Roma, 1988

L'opera venne inaugurata il 16 ottobre 1962 dall'Ambasciatore d'Italia. Il giorno successivo venne presentata a S.M. Re Baldovino dalle autorità locali.
Nel 1958 Libonati fu invitato dal console Camillo Giuriati a rappresentare l'Italia all'Esposizione Universale di Bruxelles, cui partecipò con il trittico scultoreo “La concentrazione”.
Rientrato in Italia dedicò parte della sua vita anche all'insegnamento: fu direttore dell'Istituto Statale d'Arte di Potenza  e successivamente docente nelle Accademie di Belle Arti di Frosinone, L'Aquila e Roma.
L'opera di Libonati ha incontrato i favorevoli commenti della stampa, ed è stata oggetto di numerose interviste alla radio ed alla televisione sia in Italia che all'estero, ricevendo riconoscimenti sia nel campo delle arti figurative che della poesia.
Di lui scrisse Paul Caso sul quotidiano "Le Soir": "... La storia di Francesco Libonati potrebbe essere il soggetto di un film animato dal realismo e dal meraviglioso caro ai cineasti italiani...".